# Витримка (фонетика)
Витримка в фонетиці - основний етап артикуляції звуку мови, його головна фаза. 
Під час витримки рух органів мови сповільнюється або припиняється. При цьому струмінь повітря, що видихається долає перешкоду, яку утворюють органи мовлення, внаслідок чого забезпечується якісна своєрідність вимовленого звуку. Витримці передує фаза нападу (або екскурсії), а завершує артикуляцію фаза відступу ( рекурсії )   . 
Під час витримки положення органів артикуляції  залишається відносно стабільним. Про повну стабільність мови, втім, не йдеться: так, при вимовлянні голосної абсолютно стійке положення даних органів навіть в разі монофтонг мало зустрічається. При вимовлянні приголосної характерний для даного конкретного звуку шум виникає під час витримки в разі фрикативних або тремтячих приголосних, а в разі проривних приголосних на фазі витримки потік повітря з легенів повністю блокований, і характерний шум виникає вже на фазі відступу  . 
У багатьох мовах серед приголосних виділяються короткі і довгі, причому в деяких випадках (як, наприклад, в японській мові  ) короткі і довгі гоморганні приголосні розрізняються як самостійні фонеми, в інших  таке розділення фонологічної значимості не має і носить лише позиційний характер. Основним фактором, що дозволяє характеризувати приголосні як довгі або короткі, є тривалість витримки  . 